# HD 149026

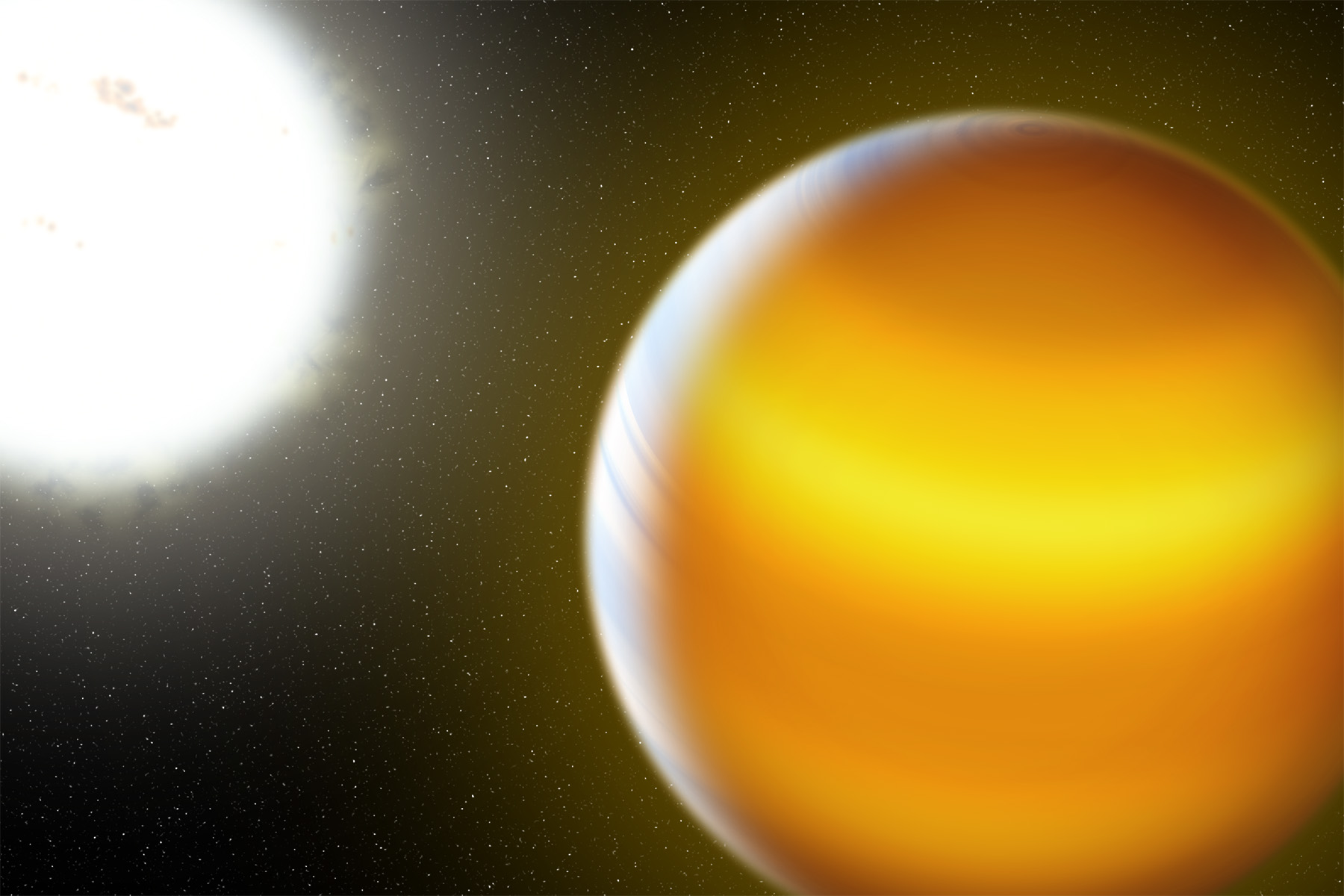
HD 149026

HD 149026, nomeada como Ogma, é uma estrela subgigante amarela localizada a aproximadamente 257 anos-luz de distância a partir da Terra, na constelação de Hércules. Acredita-se que a estrela deve ser muito mais maciça, maior e mais brilhante do que o Sol. Em 2005, foi confirmado um planeta extrassolar orbitando a estrela. O nome dessa estrela vem de seu identificador no Catálogo Henry Draper.

## Características
A estrela é mais de duas vezes constituída com elementos químicos mais pesados que o hidrogênio e hélio do que o Sol. Por causa disso e do fato de que a estrela é relativamente brilhante, um grupo de astrônomos em N2K Consortium começaram a estudar a estrela. Como HD 149026 está localiza a cerca de 257 anos-luz de distância, o que significa que a estrela não é visível a olho nu. No entanto, é um alvo fácil para binóculos ou um pequeno telescópio.

## Sistema planetário
Em 2005 foi descoberto um incomum planeta extrassolar em órbita da estrela. O planeta, designado de HD 149026 b, foi detectado devido ele transitar a estrela permitindo a medição do seu diâmetro. Verificou-se que ele é menor do que outros astros transitantes conhecidos, significando que o planeta é invulgarmente denso para um planeta gigante de órbita estreita. A temperatura do planeta gigante é calculado como sendo 3700 °F (2040 °C), gerando tanto calor infravermelho que ele brilha. Os cientistas acreditam que o planeta absorve quase toda a luz solar e irradia para o espaço em forma de calor.